# トゥーツ・アンド・ザ・メイタルズ
トゥーツ・アンド・ザ・メイタルズ（Toots and the Maytals）または、ザ・メイタルズ（The Maytals）は、スカ、ロックステディ、レゲエの各時代で活躍したジャマイカの3人組音楽グループである。フレデリック・"トゥーツ"・ヒバートが「ローリング・ストーンの選ぶ歴史上最も偉大な100人のシンガー」において「第71位」にランクインしている。

## 歴史
ザ・メイタルズはジャマイカにおいて、トゥーツ・ヒバートことフレデリック・"トゥーツ"・ヒバートを中心に結成された。「レゲエ」という音楽ジャンルの名称は、当グループの楽曲「Do the Reggay」のタイトルから引用されたと言われている。
代表アルバムは、『ファンキー・キングストン』、『モンキー・マン』、『イン・ザ・ダーク』等々。トゥーツはソロ・アルバムも発表している。ソウルのカバー・アルバムである『トゥーツ・イン・メンフィス』 (1989年)はメンフィス録音で、ジェイムス・カーらの曲をカバーして好評を博した。
2020年8月、トゥーツ・ヒバートは医学的に誘発された昏睡状態で「命がけで戦っている」と病院に入院していると報じられた。
2020年9月12日、バンドのFacebookページの声明で、トゥーツ・ヒバートが9月11日に亡くなったことが発表された。また、ニュースサイト「The Gleaner」が後ほど確認し、トゥーツ・ヒバートはコロナウイルス（COVID-19）の合併症のためジャマイカのモナにある西インド諸島大学病院で死亡したと報告された。

## ディスコグラフィ

### スタジオ・アルバム
- 『ネヴァー・グロウ・オールド』 - Never Grow Old (1964年、Studio One)
- 『ザ・センセイショナル・メイタルズ』 - The Sensational Maytals (1965年、BMN)
- Sweet and Dandy (1969年、Beverley's)
- 『フロム・ザ・ルーツ』 - From the Roots (1970年、Trojan)
- 『モンキー・マン』 - Monkey Man (1970年、Trojan)
- Greatest Hits (1971年、Beverley's)
- Slatyam Stoot (1972年、Dynamic Sounds)
- 『ファンキー・キングストン』 - Funky Kingston (1973年、Dragon)
- Roots Reggae (1974年、Dynamic Sounds)
- 『イン・ザ・ダーク』 - In the Dark (1974年、Dragon)
- 『レゲエ・ガット・ソウル』 - Reggae Got Soul (1976年、Island)
- Toots Presents the Maytals (1977年、Chin Randys)
- 『パス・ザ・パイプ』 - Pass the Pipe (1979年、Tuff Gong)
- Just Like That (1980年、Mango)
- Knock Out! (1981年、Mango)
- 『トゥーツ・イン・メンフィス』 - Toots in Memphis (1988年、Mango) ※トゥーツのソロ・アルバム
- Recoup (1997年、Artists Only!)
- Ska Father (1998年、Artists Only!)
- World Is Turning (2003年、D&F)
- 『トゥルー・ラヴ』 - True Love (2004年、V2)
- Light Your Light (2007年、Fantasy)
- Flip and Twist (2010年、D&F)
- 『プレジャー・ドロップ - ザ・ゴールデン・トラックス』 - Pressure Drop - The Golden Tracks (2011年、Cleopatra)
- Got to Be Tough (2020年、Trojan Jamaica)

### ライブ・アルバム
- Live (1980年、Mango)
- Live at Reggae Sunsplash (1983年、Sunsplash)
- An Hour Live "Straight from the Yard" Dedicated to Robert Nesta Marley (1990年、Genes)
- Live in London (1999年、Trojan)
- Unplugged on Strawberry Hill (2012年、Phree)

### コンピレーション・アルバム
- The Original Golden Oldies Vol. 3 (1974年、Prince Buster) ※Prince Buster productions
- The Best of Toots and The Maytals (1979年、Trojan)
- Reggae Greats (1985年、Mango)
- Life Could Be a Dream (1992年、Studio One) ※Coxsone Dodd productions
- 『ブラ・ブラ・ブラ』 - Bla. Bla. Bla. (1993年、Esoldun)
- 『ザ・ベスト・オブ・ザ・メイタルズ』 - The Best of The Maytals (2016年、Trojan)
- The Very Best of Toots & The Maytals (2000年、Island)

### 参加オムニバス・アルバム
- Goin' Home: A Tribute to Fats Domino (2007年、Vanguard) ※「Let the Four Winds Blow」の演奏を収録